# Cratere Kaliningrad
Kaliningrad  è un cratere sulla superficie di Marte.